# Rio Crivaia Mare
O Rio Crivaia Mare é um rio da Romênia, afluente do Bârzava, localizado no distrito de Caraş-Severin.